# トロロ
トロロ（Tororo）は、ウガンダ南東部ブケディ地域のトロロ県にある都市。人口は4万8500人（2020年）。エルゴン山のふもとにあり、ケニア国境に近い。
モンバサからコンゴ東部への交易路上に位置し、ウガンダ鉄道のナイロビ方面、カンパラ・カセセ (Kasese) 方面、パクワチ (Pakwach) 方面の3つの路線の分岐点も置かれるようになったが、乗客などの情報については公開されていない。幹線道路も同様に北のムバレ、西のジンジャ・東のマラバ方面へと伸び交通の要所となっている。
トロロは、ヒンドゥー教の寺院と町の近くにある「トロロ岩」と呼ばれる奇妙な岩でも知られる。